# Farin Urlaub
Farin Urlaub, pseudoniem van Jan Vetter (West-Berlijn, 27 oktober 1963), is een Duitse muzikant, zanger en gitarist. Hij werd bekend als een van de oprichters van de Duitse rockband Die Ärzte. Sinds 2001 is hij ook solo muzikant en aanvoerder van het Farin Urlaub Racing Team.

## Verloop muzikale carrière
In 1981 leerde hij Dirk Felsenheimer kennen, beter bekend als Bela B., de latere drummer van Die Ärzte. Urlaub voegde zich bij Bela B.'s band Soilent Grün, aangezien de gitaar van de vorige gitarist gestolen was. In 1982 ging de band uit elkaar en richtten Urlaub en Bela B. samen met Sahnie (Hans Runge) Die Ärzte op. Allen moesten voor het eerste platencontract een podiumnaam verzinnen. Urlaub koos voor zijn hobby, het reizen: Farin Urlaub staat, vrij vertaald, voor "ga op vakantie".
Op het hoogtepunt van het succes van Die Ärzte, in 1988, stelde Urlaub voor uit elkaar te gaan. Het jaar daarop richtte hij King Køng op. De band had geen succes en in 1999 verklaarde Urlaub de band opgeheven. Sinds 1993 speelde hij dan ook alweer bij Die Ärzte, die op zijn verzoek weer bij elkaar gekomen waren.
In 2001 begon hij een solocarrière, die tot nu toe de albums Endlich Urlaub! (2001), Am Ende der Sonne (2005) en Die Wahrheit übers Lügen (2008) opleverde. In 2006 verscheen ook een livealbum, Livealbum of Death, opgenomen tijdens de 'Sonnenblumen Of Death' tour 2005.

## Farin Urlaub Racing Team
Waar hij de eerste twee albums grotendeels alleen opnam, liet Urlaub zich voor zijn derde album vergezellen door het Farin Urlaub Racing Team, vaak afgekort "FURT" genoemd. FURT is de naam voor het orkest dat Urlaub ondersteunt tijdens zijn optredens en dus voor "Die Wahrheit übers Lügen" ook de studio ingehaald werd.
Het verschil tussen Die Ärzte en het Farin Urlaub Racing Team beschrijft Urlaub als volgt: "Bij Die Ärzte heerst pure anarchie op het podium, terwijl men bij het Racing team eerder een orkest vol dynamiet ziet."

## Discografie

### Albums
| Jaar | Titel                                               | Behaalde plaats in de hitparade | Behaalde plaats in de hitparade | Behaalde plaats in de hitparade | Opmerking                    |
| Jaar | Titel                                               | DE                              | AT                              | CH                              | Opmerking                    |
| ---- | --------------------------------------------------- | ------------------------------- | ------------------------------- | ------------------------------- | ---------------------------- |
| 2001 | Endlich Urlaub!                                     | 3                               | 28                              | 85                              | Uitgebracht: 22 oktober 2001 |
| 2005 | Am Ende der Sonne                                   | 1                               | 2                               | 20                              | Uitgebracht: 29 maart 2005   |
| 2006 | Livealbum of Death (Farin Urlaub Racing Team)       | 1                               | 4                               | 31                              | Uitgebracht: 3 februari 2006 |
| 2008 | Die Wahrheit übers Lügen (Farin Urlaub Racing Team) | 2                               | 5                               | 12                              | Uitgebracht: 31 oktober 2008 |
| 2014 | Faszination Weltraum (Farin Urlaub Racing Team)     | 1                               | 3                               | 6                               | Uitgebracht: 17 oktober 2014 |

### Samenwerkingen en Soundtracks
- 1990: Wir brauchen… Werner! (Bela B. & Jan, op de Werner – Beinhart! soundtrack)
- 1991: Wir fahren Manta, Manta (Farin & Die Motoristen, op de Manta, Manta soundtrack)
- 1995: Donna Clara (achtergrondzang onder de naam „Kill Kill Gaskrieg“, op het album Pleasure + Pain van The Bates)
- 2000: Liebe macht blind (The Busters feat. Farin Urlaub)
- 2002: Hey Du (achtergrondzang, op de Wohnzimmer-EP van de Beatsteaks)
- 2005: Bettmensch (achtergrondzang onder het pseudoniem „K. K. Blitzkrieg“, op Das beige Album van "Olli Schulz und der Hund Marie")

## Prijzen
Urlaub won in Duitsland de volgende prijzen:
- platina plaat[4]
  - 2009: voor het album Livealbum Of Death (2 keer + 1 goud)
- gouden plaat[4]
  - 2004: voor het album Endlich Urlaub
  - 2005: voor het album Am Ende Der Sonne
  - 2009: voor het album Die Wahrheit Übers Lügen